# Гагиев, Алихан Васильевич
Алихан (Борис) Васильевич Гагиев  (10 мая 1941, Нар, Северо-Осетинская АССР — 25 августа 2018) — осетинский поэт, член СП СССР и России.

## Биография
В 1950 году поступил учиться в среднюю школу, по окончании которой пошёл служить в армию. После армии работал на заводах «Газоаппарат» и «Электроконтактор» в г. Орджоникидзе (ныне Владикавказ). В 1969 году по творческому конкурсу поступил в Литинститут и окончил его в 1974 году.
Умер 25 августа 2018 года.

## Творчество
Впервые произведения опубликованы были в 1956—1957 годах. С тех пор стихи выходят регулярно в республиканских и всесоюзных изданиях журналах «Мах дуг» («Наша эпоха»), «Фидиуаг» («Глашатай»), «Октябрь», «Москва», «Смена», «Подъём», «Неман», «Знамя», «Волга», «Советский воин» и газетах «Расдзинад» («Правда»), «Социалистическая Осетия», «Правда», «Социалистическая индустрия» как на осетинском, так и на русском языках.

### Сборники
- «Игра водопада» изд. «Ир» — 1974 г.
- «На ладони детской» изд. «Современник» — 1974 г.
- «Свирель» изд. «Ир» — 1980 г.
- «Обычай гор» изд. «Ир» — 1990 г.
- «Моей жизни свирель» изд. «Сов. писатель» — 1993 г.
- «Орлиный круг» изд. «Сов. писатель» — 1988 г.
- «Отправляя сердце на закланье» изд. «Радуга» — 1996 г.
- «Похитив себя» изд. «Интер-весы» — 1994 г.
- «Уды рухс» («Свет души») изд. «Наука», «Интер-весы» — 1997 г.
- «Лучшая песня» изд. «Россия» — 1987 г.
- «Оглянувшись назад» МГОСП России — 2002 г.
- «Дыханье дождя» изд. «Современник» — 1977 г.

### Поэмы
- «Память» изд. «Сов. писатель» — 1993 г.
- «Крепость добра» изд. «Сов. писатель» — 1988 г.
- «Я в снах беседовал с Гаджи» изд. «Интер-весы» — 1994 г.
- «Цоппай» — 1998 г.